# 23. červenec
23. červenec je 204. den roku podle gregoriánského kalendáře (205. v přestupném roce). Do konce roku zbývá 161 dní. Svátek má Libor.

## Události

### Česko
- 1748 – Byla vytvořena zemská deputace pro Čechy, jejímž úkolem byl přechod na nový berní systém.
- 1848 – Skupina pražských podnikatelů založila Kladenské kamenouhelné těžařstvo
- 1866 – Zástupci Rakouska a Pruska uzavřeli v Praze mír. Museli souhlasit se zrušením Německého spolku a prohlásit, že se Rakousko nebude vměšovat do německých záležitostí. Tak byla habsburská monarchie vytlačena z německé říše, kde se prosadila nadvláda Pruska.
- 1891 – Vzduchoplavec Surcouf podnikl balónem Výstava první volný let balónem v Čechách. Přistál na louce blízko hostince Na zelené lišce na Pankráci.
- 1923 – Karel Čapek přijel na dovolenou do Jindřichova Hradce, aby zde dokončil román Krakatit. Čapek strávil dovolenou do 3. září spolu s rodinou svého bratra Josefa
- 1938 – Londýn[kdo?] požádal Čechy, aby se vzdali Sudet a tím uspokojili Němce a byl v Evropě klid[zdroj⁠?!]
- 1992 – V Bratislavě se dohodli zástupci české ODS a slovenské HZDS na zániku československé federace.
- 1998 – Rozsáhlé záplavy v důsledku přívalových dešťů postihly části okresů Rychnov nad Kněžnou a Hradec Králové.
- 1999 – Rok po vzniku proslulé opoziční smlouvy mezi ČSSD a ODS podepsalo téměř dvě stě českých intelektuálů výzvu Impuls 99, která kritizovala všechny politické strany za to, že se zabývají pouze „mocenskými hrami“.
- 2002 – Denní tisk přinesl zprávu o přípravě vražedného útoku proti novinářce Sabině Slonkové, za nímž měl stát generální sekretář ministerstva zahraničních věcí Karel Srba. Současně se provalil korupční skandál v této instituci.
- 2022 – Vypukl lesní požár v Českosaském Švýcarsku.

### Svět
- 0636 – Arabové získali kontrolu nad většinou Palestiny od Byzantské říše.
- 0685 – Jan V. se stal 82. římským papežem.
- 1290 – Ostřihomský arcibiskup Ladomér korunoval ve Stoličném Bělehradě Ondřeje III. uherským králem. Ondřej III. byl posledním králem z dynastie Arpádovců na uherském trůně.
- 1319 – rytíři sv. Jana rozdrtili v bitvě u ostrova Chios loďstvo Ajdinského bejliku.
- 1813 – Britové přeměnili Maltský protektorát na britskou korunní kolonii.
- 1829 – William Burt si v USA patentoval psací stroj.
- 1903 – Byl prodán první model automobilu Ford, Model A.
- 1926 – Filmová společnost Fox Film koupila patent na systém Movietone pro záznam zvuku na film.
- 1952 – V Egyptě byl převratem svržen král Farúk I.
- 1967 – V Detroitu (Michigan, USA) propukly největší nepokoje v dějinách USA.
- 1982 – Mezinárodní velrybářská komise rozhodla o ukončení komerčního lovu velryb do roku 1985–1986.
- 1983 – „Gimli Glider“: Boeingu 767 společnosti Air Canada došlo při letu ve výšce asi 12 500 metrů palivo, načež posádka provedla úspěšné nouzové přistání jako s kluzákem.
- 2005 – Neznámí teroristé provedli útoky v egyptském Šarm aš-Šajchu.
- 2010 – Vznik skupiny One Direction.
- 2015 – Keplerův vesmírný dalekohled americké NASA objevil první Zemi podobnou exoplanetu obíhající v obyvatelné zóně kolem Slunci podobné hvězdy.
- 2021 – V Tokiu byly zahájeny XXXII. letní olympijské hry,které se původně měly konat v roce 2020, ale z důvodu probíhající pandemie covidu-19 byly o rok přesunuty.

## Narození
Viz též Kategorie:Narození 23. července — automatický abecedně řazený seznam.

### Česko

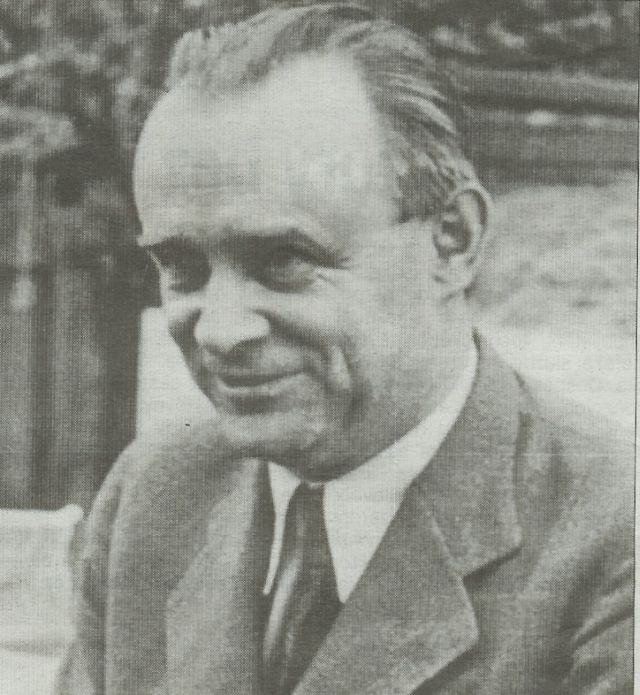
František Moravec (* 1895)

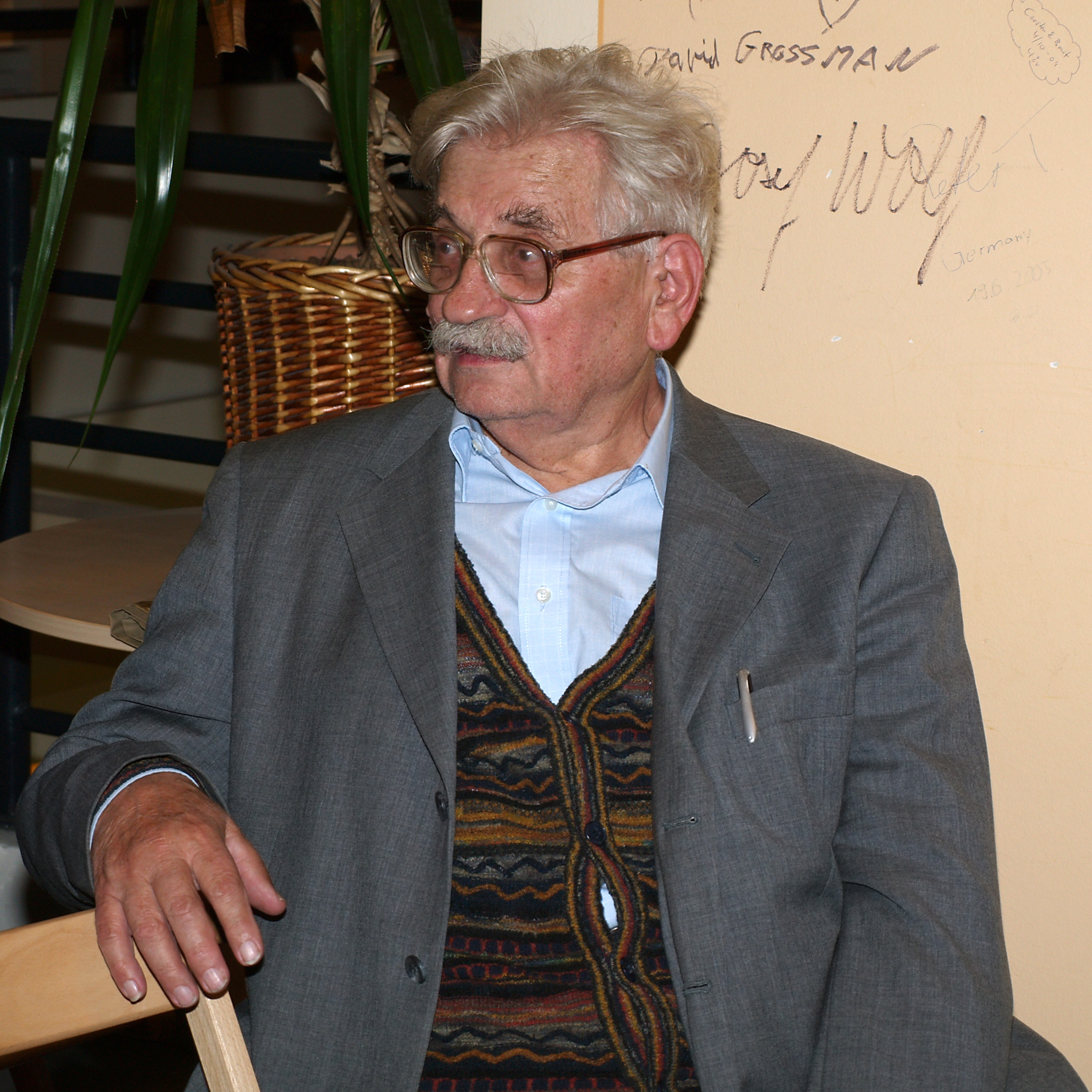
Ludvík Vaculík (* 1926)

- 1783 – Karel Chotek, šlechtic a politik († 28. prosince 1868)
- 1827 – Albert Prochaska, podnikatel a spisovatel († 13. září 1897)
- 1839 – Bernhard Sperk, veterinář († 2. února 1912)
- 1840 – Emilie Fryšová, pedagožka, etnografka a publicistka († 17. ledna 1920)
- 1878 – Arnošt Dittrich, astronom († 15. prosince 1959)
- 1879 – Jan Hrouda, československý politik († 31. října 1937)
- 1892 – Vojtěch Krch, architekt († 20. listopadu 1966)
- 1893 – Silvestr Hipman, hudební skladatel a kritik, spisovatel a překladatel († 16. března 1974)
- 1895 – František Moravec, generál československé armády († 26. července 1966)
- 1898 – František Komzala, slovenský a československý politik († 9. července 1980)
- 1902 – Jiří Mayer, právník a spisovatel († 18. ledna 1984)
- 1903 – Hana Skoumalová, překladatelka († 18. října 1999)
- 1918 – Vladimír Procházka, horolezec, pedagog a metodik († 23. června 1994)
- 1919 – František Daneš, jazykovědec († 18. března 2015)
- 1922 – Antonín Huvar, kněz, pedagog a spisovatel († 22. září 2009)
- 1926 – Ludvík Vaculík, spisovatel († 6. června 2015)
- 1927 – Milan Sobotka, filosof († 22. března 2024)
- 1929
  - Ladislav Dittrich, kněz, salesián, vedoucí náboženského střediska v Římě († 11. října 1997)
  - Helena Adamírová-Mázlová, basketbalová reprezentantka († 2003)
- 1934 – Egon Lánský, publicista, bojovník proti komunismu a politik († 25. listopadu 2013)
- 1937 – Karel Zlín, malíř, sochař a básník
- 1947 – Libor Vojkůvka, naivní malíř, cestovatel, fotograf († 21. září 2018)
- 1952
  - Michal Horáček, textař, žurnalista
  - Lubomír Ledl, levicový politik  († 20. května 2021)
- 1955 – Ivo Šmoldas, básník, publicista, scenárista, moderátor a překladatel
- 1958 – Břetislav Rychlík, herec, scenárista a režisér
- 1969 – Libor Janáček, fotbalista
- 1976 – Monika Zoubková, herečka
- 1979
  - Lucie Filimonova, malířka
  - Michal Tvrdík, lední hokejista
- 1981 – Kristýna Liška Boková, herečka a tanečnice
- 1985 – Vojtěch Dyk, herec a hudebník
- 1989 – Eliška Bučková, modelka, zpěvačka, Česká Miss 2008
- 1991 – Monika Leová, moderátorka, modelka, Česká Miss Earth 2013
- 1997 – Donovan Džavoronok, volejbalista

### Svět

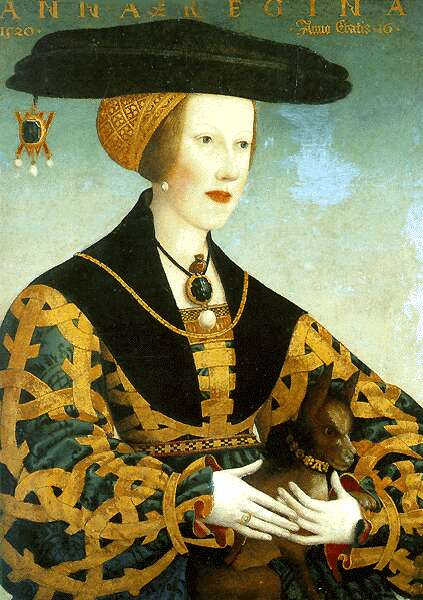
Anna Jagellonská (* 1503)

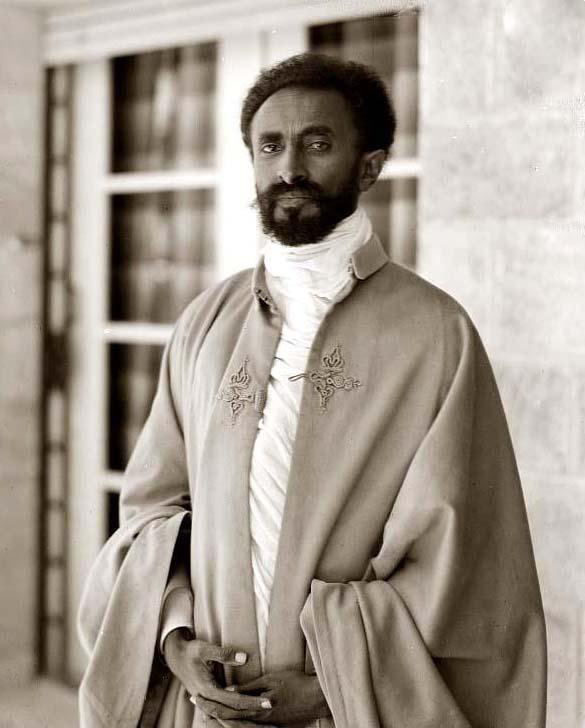
Haile Selassie I. (* 1892)

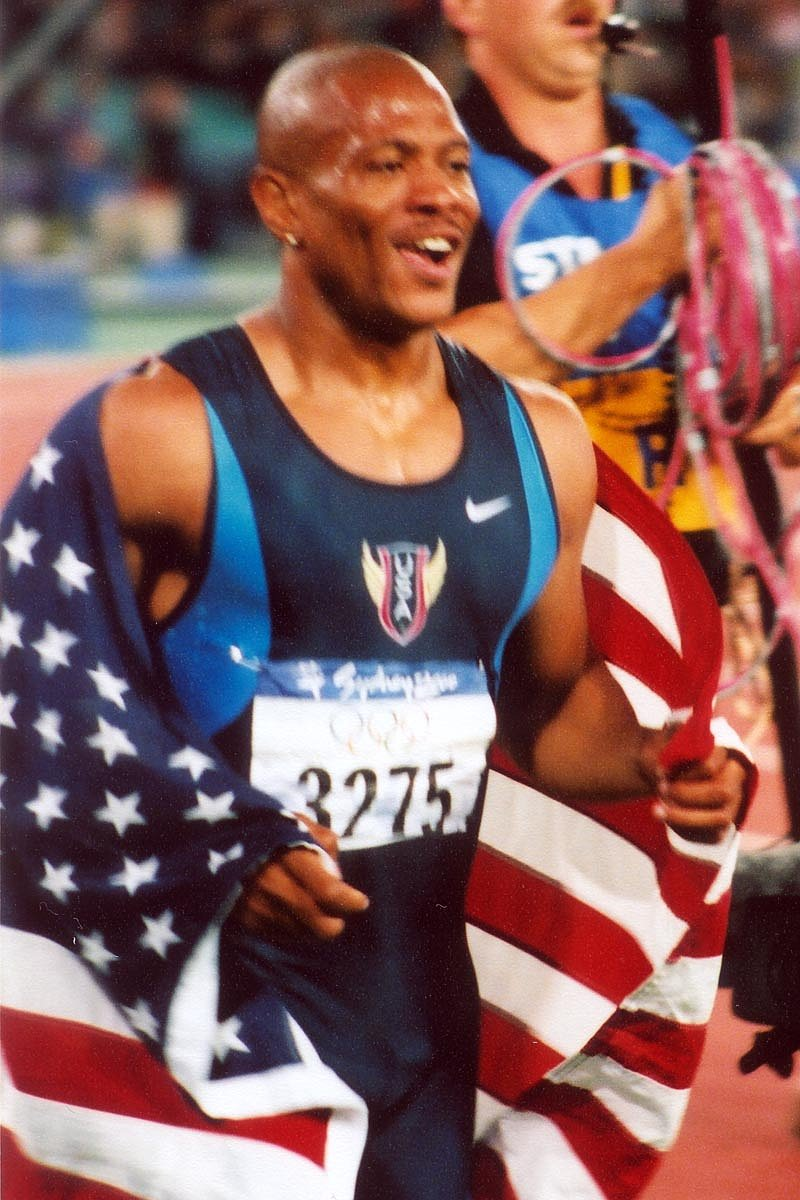
Maurice Greene (* 1974)

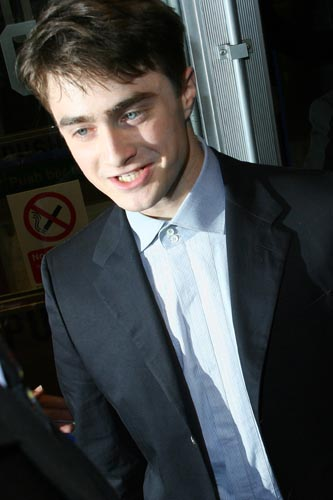
Daniel Radcliffe (* 1989)

- 1301 – Ota Habsburský, vévoda rakouský, štýrský a korutanský († 17. února 1339)
- 1401 – Francesco I. Sforza, milánský vévoda († 8. března 1466)
- 1503 – Anna Jagellonská, uherská, česká a římská královna jako manželka Ferdinanda I. Habsburského († 27. ledna 1547)
- 1649 – Klement XI., papež († 19. března 1721)
- 1775 – Eugène-François Vidocq, zakladatel Sûreté († 11. května 1857)
- 1777 – Philipp Otto Runge, německý malíř († 2. prosince 1810)
- 1796 – Franz Berwald, švédský hudební skladatel a houslista († 3. dubna 1868)
- 1804 – Jane Irwin Harrisonová, 1. dáma USA, snacha prezidenta Williama Harrisona († 11. května 1845)
- 1806 – Félix Arvers, francouzský básník a dramatik († 7. listopadu 1850)
- 1816 – Jean Laurent Minier, francouzský fotograf († 24. listopadu 1886)
- 1820 – Julia Gardiner Tylerová manželka 10. prezidenta USA Johna Tylera († 10. července 1889)
- 1832 – Adolf Pollitzer, maďarský houslista († 14. listopadu 1900)
- 1833 – Spencer Cavendish, 8. vévoda z Devonshiru, britský státník a šlechtic († 24. března 1908)
- 1856 – Bál Gangádhar Tilak, představitel indického hnutí za nezávislost († 1. srpna 1920)
- 1866 – Francesco Cilea, italský skladatel († 20. listopadu 1950)
- 1884 – Emil Jannings, německo-americký herec († 2. ledna 1950)
- 1886
  - Theodor Frings, německý jazykovědec († 6. června 1968)
  - Walter Schottky, německý fyzik († 4. března 1976)
- 1888 – Raymond Chandler, americký spisovatel († 26. března 1959)
- 1892 – Haile Selassie I., etiopský císař († 27. srpna 1975)
- 1895 – Florence Vidor, americká herečka († 3. listopadu 1977)
- 1899 – Gustav Heinemann, prezident Německa († 7. července 1976)
- 1904 – Samuel Adamčík, slovenský divadelní a filmový herec († 10. července 1984)
- 1906 – Vladimir Prelog, chorvatský organický chemik, nositel Nobelovy ceny († 7. ledna 1998)
- 1907 – Li Kche-žan, čínský malíř († 5. prosince 1989)
- 1908 – Jehuda Roth, izraelský archeolog († 10. května 1990)
- 1912 – Meyer Howard Abrams, americký literární teoretik († 15. dubna 2015)
- 1920 – Amália Rodriguesová, portugalská zpěvačka a herečka († 6. října 1999)
- 1923 – Masutacu Ójama, korejský karatista († 26. dubna 1994)
- 1925
  - Quett Ketumile Masire, druhý prezident Botswany († 22. června 2017)
  - Burt Glinn, americký fotograf († 9. dubna 2008)
- 1927 – Elliott See, americký letecký inženýr a astronaut († 28. února 1966)
- 1928
  - Bill Lee, americký kontrabasista, baskytarista a skladatel
  - Vera Rubin, americká astronomka († 25. prosince 2016)
  - Cyrus Young, americký olympijský vítěz v hodu oštěpem († 6. prosince 2017)
- 1930 – Edward Gorol, polský sochař († 2003)
- 1931 – Arata Isozaki, japonský architekt († 29. prosince 2022)
- 1933 – Richard Rogers, britský architekt († 18. prosince 2021)
- 1934
  - Renate Krügerová, německá historička umění, novinářka a spisovatelka († 27. května 2016)
  - Steve Lacy, americký saxofonista († 4. června 2004)
  - Vlado Stenzel jugoslávský házenkář
- 1938
  - Götz George, německý herec († 19. června 2016)
  - Charles Harrelson, americký zločinec († 15. března 2007)
- 1941 – Sergio Mattarella, dvanáctý prezident Italské republiky
- 1943 – Tony Joe White, americký zpěvák
- 1946
  - Andy Mackay, saxofonista art rockové skupiny Roxy Music
  - René Ricard, americký malíř, básník a umělecký kritik († 1. února 2014)
  - Stephen Mitchell, americký psychoanalytik († 21. prosince 2000)
  - Alexandr Kajdanovskij, ruský herec, scenárista a režisér († 3. prosince 1995)
  - Larry Shue, americký dramatik († 23. září 1985)
- 1949 – Carlos Bonell, anglický kytarista španělského původu
- 1950 – Miomir Mugoša, černohorský lékař a politik
- 1951 – Edie McClurg, americká stand-up herečka, zpěvačka
- 1953 – Najib Razak, premiér Malajsie
- 1956 – Josef Garfinkel, izraelský archeolog
- 1957
  - Theo van Gogh, nizozemský režisér, producent a herec z rodiny slavného malíře Vincenta van Gogha († 2. listopadu 2004)
  - Vachtang Blagidze, sovětský zápasník v zápase řecko-římském gruzínského původu
- 1961
  - Martin Gore, anglický skladatel, zpěvák a hudebník, člen Depeche Mode
  - Woody Harrelson, americký herec
  - Rob Stewart, kanadský herec a hypnotizér
- 1965 – Slash (vl. jm. „Saul Hudson“), anglický kytarista, člen skupiny Guns N' Roses
- 1967 – Philip Seymour Hoffman, americký herec († 2. února 2014)
- 1969
  - Dmytro Chrystyč, ukrajinský lední hokejista
  - Fernanda Ribeirová, portugalská atletka, běžkyně
- 1970 – Charisma Carpenter, americká herečka
- 1973
  - Monika Lewinská, americká stážistka v Bílém domě
  - Kathryn Hahn, americká herečka
- 1974
  - Maurice Greene, americký atlet
  - Kennedy Tsimba, zimbabwský ragbista
- 1976 – Judit Polgárová, maďarsko-židovská šachistka
- 1977
  - Stano Slovák, slovenský divadelní herec
  - Scott Clemmensen, americký lední hokejista
- 1982 – Paul Wesley, americký herec
- 1983 – Aaron Peirsol, americký plavec, olympionik
- 1984 – Krysta Rodriguez, americká herečka
- 1985 – Matej Náther, slovenský fotbalista
- 1986 – Jelena Sokolovová, ruská atletka, dálkařka
- 1987 – Luiz Gustavo, brazilský fotbalista
- 1989
  - Daniel Radcliffe, britský herec
  - Donald Young, americký tenista
- 1991
  - Dmitrij Orlov, ruský lední hokejista
  - Lauren Mitchellová, australská sportovní gymnastka
  - Kamil Syprzak, polský házenkář
- 1995
  - Thomas Ramos, francouzský ragbista
  - Ox Nché, jihoafrický ragbista

## Úmrtí
Viz též Kategorie:Úmrtí 23. července — automatický abecedně řazený seznam.

### Česko

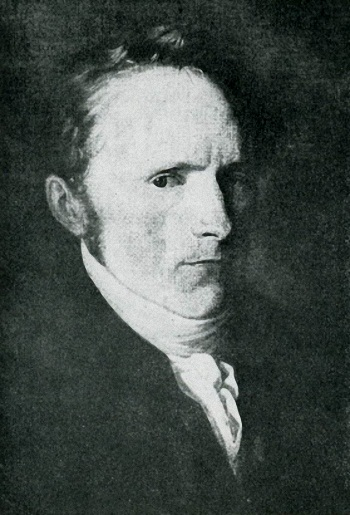
Antonín Mánes († 1843)

- 1433 – Pavel Kravař, husitský emisař (* 1391)
- 1831 – Rudolf Jan kardinál Habsbursko-Lotrinský, rakouský arcivévoda, olomoucký arcibiskup (* 9. ledna 1787)
- 1840 – František Max Kníže, skladatel (* 7. září 1784)
- 1843 – Antonín Mánes, malíř (* 3. listopadu 1784)
- 1871 – Josef Auštěcký, učitel, redaktor a překladatel (* 17. května 1827)
- 1877 – Ferdinand Spiegel-Diesenberg, šlechtic , velkostatkář a poslanec Moravského zemského sněmu (* 12. srpna 1815)
- 1878 – Karel Rokytanský, lékař, filosof a politik (* 19. února 1804)
- 1882 – Josef Věnceslav Soukup, učitel, hudební skladatel, malíř a odborný publicista (* 10. února 1819)
- 1901 – Josef Ladislav Mašek, podnikatel a politik (* 30. srpna 1838)
- 1903 – Eduard Weyr, matematik (* 22. června 1852)
- 1909 – František Ringhoffer III., český a rakouský podnikatel, poslanec Českého zemského sněmu (* 22. listopadu 1844)
- 1917 – Miloš Marten, spisovatel, literární a výtvarný kritik a překladatel (* 4. února 1883)
- 1922 – Alois Sedláček, herec (* 11. prosince 1852)
- 1928 – Bedřich Münzberger, architekt (* 1846)
- 1931 – Ludvík Singer, politik (* 1876)
- 1933 – Jan Soukup, regionální historik, etnograf a spisovatel (* 15. února 1867)
- 1937 – Josef Šrámek, slezský zemský prezident (* 14. března 1875)
- 1940 – Metoděj Janíček, kantor a hudební skladatel (* 1. února 1862)
- 1941 – František Stanislav, politik, umučen v Osvětimi (* 1. ledna 1893)
- 1946 – Zdeněk Podlipný, herec a režisér (* 5. května 1898)
- 1951 – Františka Kyselková, sběratelka lidových písní (* 27. března 1865)
- 1955 – František Janda-Suk, atlet (* 25. března 1878)
- 1957 – Karl Kostka, československý politik německé národnosti (* 5. května 1870)
- 1960 – František Omelka, pedagog, spisovatel, esperantista (* 19. srpna 1904)
- 1973 – Emilie Paličková, textilní výtvarnice a krajkářka (* 2. května 1892)
- 1984 – Andrej Barčák, ministr zahraničního obchodu ČSSR (* 19. ledna 1920)
- 1988 – Vladimír Vokolek, spisovatel (* 1. ledna 1913)
- 1990 – Stanislav Augusta, básník, regionální spisovatel (* 2. listopadu 1915)
- 1997 – Stanislava Součková, operní a koncertní pěvkyně (* 27. listopadu 1923)
- 1998 – Jiří Hejský, fotbalový reprezentant (* 23. září 1927)
- 1999 – Josef Holub, botanik (* 5. února 1930)
- 2002
  - Jaroslav Ježek, průmyslový designér (* 26. leden 1923)
  - Jan Pohl, kněz, papežský prelát (* 15. února 1921)
- 2005 – Josef Kus, hokejový reprezentant (* 1. června 1921)
- 2012 – Milan Riehs, herec (* 17. ledna 1935)

### Svět

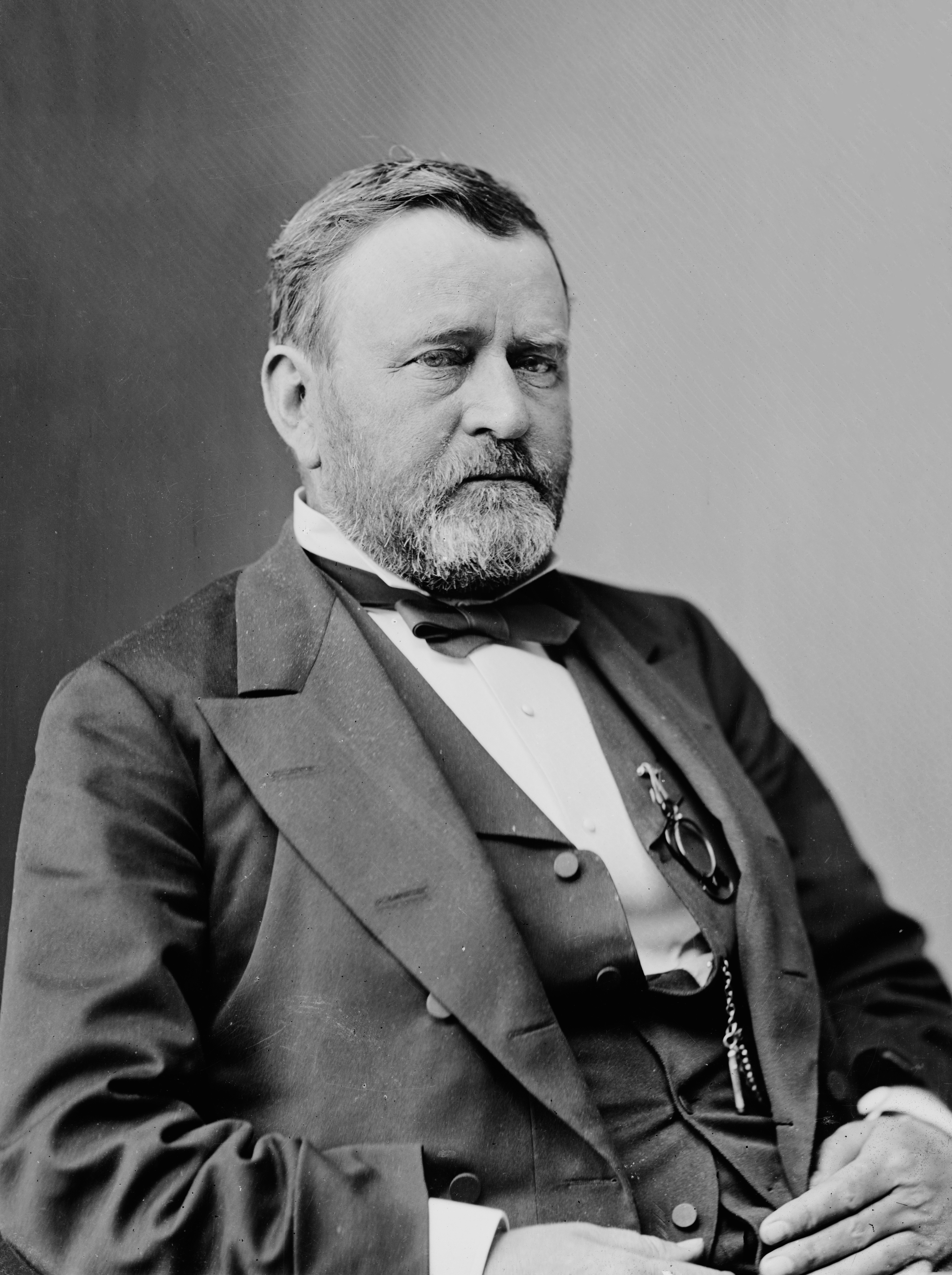
Ulysses S. Grant († 1885)

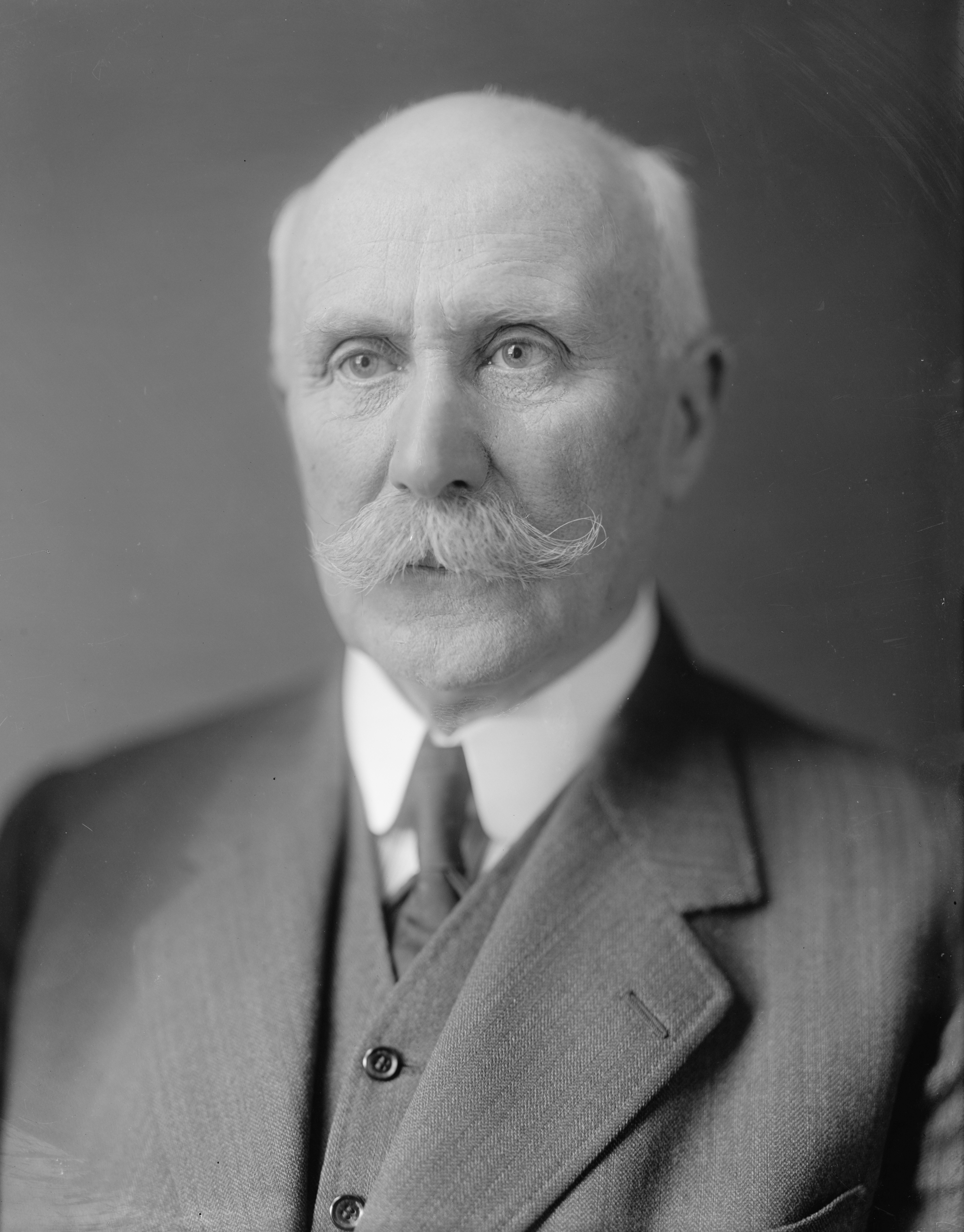
Philippe Pétain († 1951)

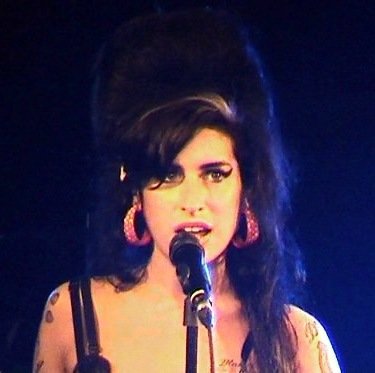
Amy Winehouse († 2011)

- 1299 – Ota V. Braniborský, braniborský markrabě (* asi 1246)
- 1373 – Svatá Brigita Švédská (* 1303)
- 1564 – Eléanor de Roye, kněžna z Condé (* 24. února 1535)
- 1645 – Michail I. Fjodorovič, první ruský car z dynastie Romanovců (* 22. července 1596)
- 1757 – Domenico Scarlatti, italský hudebník a hudební skladatel (* 26. října 1685)
- 1794 – Alexandre de Beauharnais, francouzský politik a generál (* 1760)
- 1800 – John Rutledge, americký politik (* 17. září 1739)
- 1822 – Hieronymus von Colloredo-Mansfeld, rakouský polní zbrojmistr (* 30. března 1775)
- 1829 – Wojciech Bogusławski, polský spisovatel, herec a režisér (* 9. července 1757)
- 1859 – Marceline Desbordes-Valmorová, francouzská básnířka (* 20. června 1786)
- 1875 – Isaac Merritt Singer, americký vynálezce (* 27. října 1811)
- 1885 – Ulysses S. Grant, americký generál a 18. prezident (* 27. dubna 1822)
- 1894 – Heinrich Brunn, německý archeolog (* 23. ledna 1822)
- 1916 – Sir William Ramsay, skotský chemik, držitel Nobelovy ceny (* 1852)
- 1926 – Viktor Michajlovič Vasněcov, ruský malíř (* 15. května 1848)
- 1930 – Glenn Curtiss, americký průkopník letectví (* 21. května 1878)
- 1932 – Alberto Santos-Dumont, brazilský letecký konstruktér (* 20. července 1873)
- 1935 – Otto Glöckel, politik, autor rakouské školské reformy (* 8. února 1874)
- 1936 – Lluís Janer Riba, španělský kněz, mučedník, blahoslavený (* 4. března 1880)
- 1942 – Adam Czerniaków, polský inženýr a senátor (* 30. listopadu 1880)
- 1944 – Max Nettlau, německý anarchista, historik a lingvista (* 30. dubna 1865)
- 1947 – Joseph August Lux, rakouský spisovatel a teoretik moderní architektury (* 8. dubna 1871)
- 1948 – D. W. Griffith, americký filmový režisér (* 22. ledna 1875)
- 1951
  - Robert J. Flaherty, americký režisér (* 16. února 1884)
  - Philippe Pétain, francouzský politik, prezident vichistické Francie (* 24. dubna 1856)
- 1955
  - Cordell Hull, ministr zahraničních věcí USA (* 2. října 1871)
  - Albrecht Rakouský, arcivévoda, syn Bedřicha Rakousko-Těšínského (* 24. července 1897)
- 1957
  - Nikola Mirkov, srbský inženýr, autor modernizace kanálu Dunaj–Tisa–Dunaj (* 13. května 1890)
  - Giuseppe Tomasi di Lampedusa, italský spisovatel (* 23. prosince 1896)
- 1963 – Šlomo Lavi, izraelský politik (* 1882)
- 1966 – Montgomery Clift, americký herec (* 17. října 1920)
- 1971 – Van Heflin, americký herec (* 1910)
- 1973 – Naciye Suman, první turecká muslimská žena, která se stala profesionální fotografkou (* 23. dubna 1881)
- 1976 – Vasiľ Hopko, slovenský řeckokatolický biskup (* 21. dubna 1904)
- 1979 – Joseph Kessel, francouzský novinář a spisovatel (* 10. února 1898)
- 1980 – Keith Godchaux, americký rockový klávesista (* 19. července 1948)
- 1983 – Nadžíb Albina, vedoucí fotograf Palestinského archeologického muzea (* 2. ledna 1901)
- 1989 – Donald Barthelme, americký spisovatel (* 1931)
- 1990 – Bert Sommer, americký zpěvák a kytarista (* 7. února 1949)
- 1997 – Čúhei Nambu, japonský atlet (* 1904)
- 1999 – Hasan II., marocký král (* 9. července 1929)
- 2000 – Anatolij Firsov, ruský hokejista (* 1941)
- 2002
  - William Luther Pierce, americký fyzik, spisovatel a aktivista (* 11. září 1933)
  - Chaim Potok, americký spisovatel a rabín (* 1929)
- 2004 – Serge Reggiani, francouzský herec a zpěvák (* 2. května 1922)
- 2005 – Christian Zuber, francouzský fotodokumentarista, novinář a spisovatel (* 19. února 1930)
- 2006 – Charles Brady, americký astronaut a lékař (* 12. srpna 1951)
- 2007
  - Tom Davis, premiér Cookových ostrovů (* 1917)
  - André Milongo, premiér Republiky Kongo (* 1935)
  - Muhammad Záhir Šáh, afghánský král (* 1914)
  - George Tabori, maďarský spisovatel, dramatik a divadelní režisér (* 24. května 1914)
  - Ernst Otto Fischer, německý chemik, Nobelova cena za chemii 1973 (* 10. listopadu 1918)
- 2009 – Conyers Herring, americký fyzik (* 15. listopadu 1914)
- 2010 – Stephen Gilbert, irský spisovatel (* 22. července 1912)
- 2011
  - Amy Winehouse, britská jazzová, soulová a rythm´n´bluesová zpěvačka (* 1983)
  - Fran Landesman, americká textařka a básnířka (* 21. října 1927)
- 2012 – Sally Rideová, americká astronautka (* 26. května 1951)
- 2013
  - Djalma Santos, brazilský fotbalista (* 27. února 1929)
  - Michael John Morwood, australský archeolog a antropolog (* 27. října 1950)
- 2015 – William Wakefield Baum, americký kardinál (* 21. listopadu 1926)
- 2021 – Steven Weinberg, americký fyzik, nositel  Nobelovy ceny (* 3. května 1933)

## Svátky

### Česko
- Libor, Libora
- Liboslav, Luboslav
- Burgit, Birgita, Berit

### Svět
- Egypt: Den revoluce (1952)
- Libye: Den revoluce
- Papua Nová Guinea: Den vzpomínání
- Starověký Řím: Neptunálie, svátky boha Neptuna

## Pranostiky

### Česko
- Když prší o Apolináři, dlouho se z lesů paří.

| 23. červenec v pražském KlementinuÚdaje jsou platné k 8. 7. 2025. | 23. červenec v pražském KlementinuÚdaje jsou platné k 8. 7. 2025. | 23. červenec v pražském KlementinuÚdaje jsou platné k 8. 7. 2025. |
| minimum                                                           | denní průměr                                                      | maximum                                                           |
| ----------------------------------------------------------------- | ----------------------------------------------------------------- | ----------------------------------------------------------------- |
| 9,3 °C (1978)                                                     | 20,4 °C (od 1961)                                                 | 34,1 °C (2009)                                                    |